# کوین کانرت
کوین کانرت (انگلیسی: Kevin Kunnert؛ زادهٔ ۱۱ نوامبر ۱۹۵۱) بازیکن بسکتبال اهل ایالات متحده آمریکا است.
از باشگاه‌هایی که در آن بازی کرده‌است می‌توان به هیوستون راکتس، لس آنجلس کلیپرز، و پورتلند تریل بلیزرز اشاره کرد.